# St. Georg (Niedźwiedź)
Die römisch-katholische Pfarrkirche St. Georg (polnisch Kościół św. Jerzego w Niedźwiedziu) steht in Niedźwiedź (deutsch Bahrendorf) im polnischen Powiat Wąbrzeski.

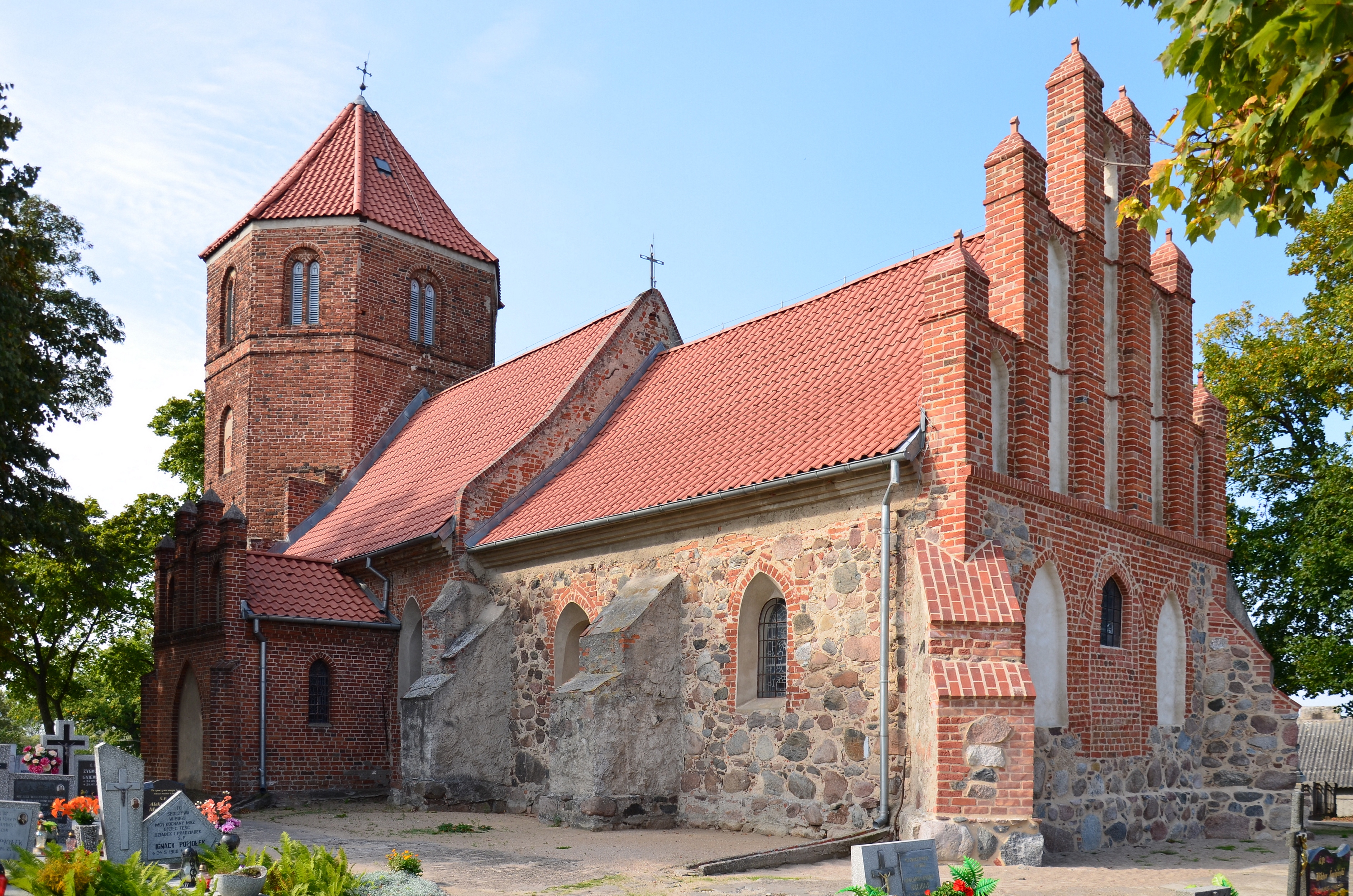
St. Georg Bahrendorf

## Geschichte
Im Jahr 1312 gelangte das Dorf durch Tausch vom Deutschen Orden an den Bischof von Plock. Die Kirche wurde wohl um das Ende des 13. Jahrhunderts begonnen und das Langhaus und der Turm wohl in der zweiten Hälfte des 14. Jahrhunderts errichtet. Nach Kriegsbeschädigung wurde die Kirche 1656 wiederaufgebaut. Im Jahre 1885 wurde der Bau erneuert, 1904 wurde anstelle der vorherigen Vorhalle im Süden eine Kapelle angebaut.

## Bauwerk
Das Langhaus ist ein ungewölbter Saalbau mit schräg stehenden Strebepfeilern an den westlichen Kanten. Die Südseite hat zwei Spitzbogenfenster neben dem mittig liegenden Portal, die Nordseite, ursprünglich möglicherweise fensterlos, hat ebenfalls zwei Spitzbogenfenster sowie drei gleich große Blenden. Der eingezogene zweijochige Rechteckchor aus Feldstein ist mit massig wirkenden, schräg stehenden Strebepfeilern an den Kanten und rechtwinklig stehenden Streben an den Seiten gestützt. In der Südwand befinden sich zwei spitzbogige Fenster, auf der Ostseite ein Fenster, das von Spitzbogenblenden flankiert ist. Die Sakristei ist im Nordosten angebaut. Der dreigeschossige Westturm steht im Verband mit dem Langhaus und hat fast dessen Breite. Im Erdgeschoss ist der Turm quadratisch, in den Obergeschossen achteckig, ähnlich dem Bergfried der Burg Strasburg. Die Geschosstrennung wird an der Turmfassade durch eingefasste Putzbänder erzielt. Das Westportal ist mehrfach gestuft und reich profiliert. Das zweite Turmobergeschoss hat an allen gekuppelte Schallöffnungen.
Der Ostgiebel ist ein fünfachsiger Staffelgiebel mit durchlaufenden Spitzbogenblenden, getrennt durch Lisenen, die fialenartig enden. Die Spitze der mittleren Blende ist geöffnet und enthält eine Signalglocke. In Höhe der Stufenabschlüsse läuft jeweils ein vortretendes Band aus Backstein über den gesamten Giebel.
Koordinaten: 53° 15′ 4″ N, 19° 1′ 58,4″ O

## Nachweise
- Christofer Herrmann: Mittelalterliche Architektur im Preußenland (= Studien zur internationalen Architektur- und Kulturgeschichte. Band 56). Petersberg 2007, S. 341–342.